# Karolína Peake
Karolína Peake, née Kvačková le 10 octobre 1975 à Prague, est une femme politique tchèque, membre de LIDEM - Libéraux démocrates.

## Biographie

### Formation et carrière
Titulaire d'un doctorat de droit, obtenu en 1999 à l'université Charles de Prague, elle a d'abord travaillé comme juriste chez Baker & McKenzie, avant de fonder sa société, spécialisée dans la traduction et l'interprétation.

### Engagement politique

#### Adhésion aux Affaires publiques
En 2007, elle adhère au parti centriste et libéral Affaires publiques (VV), après avoir été membre du Parti démocratique civique (ODS) à la fin des années 1990. Aux élections législatives des 28 et 29 mai 2010, elle est élue à la Chambre des députés, où elle devient présidente de la commission des Affaires constitutionnelles, après avoir refusé d'entrer au gouvernement.

#### Vice-présidente du gouvernement et fondation des LIDEM
Elle est portée à la présidence du groupe parlementaire des VV le 7 avril 2011, puis intègre le gouvernement le 1er juillet suivant, en tant que vice-présidente du gouvernement, présidente du comité gouvernemental de coordination de lutte contre la corruption et présidente du conseil législatif. En avril 2012, elle décide de quitter les Affaires publiques, dont elle était première vice-présidente, et fonde, avec sept députés, LIDEM - Libéraux démocrates, qui rejoint la coalition gouvernementale en remplacement des VV.

#### De la Défense à la révocation
Lors du remaniement du 12 décembre 2012, elle est nommée ministre de la Défense, perdant son poste de présidente du conseil législatif mais restant vice-présidente à la lutte contre la corruption.
Dès le 20 décembre, elle est révoquée par le président de la République, Václav Klaus, sur proposition du président du gouvernement, Petr Nečas, qui lui reproche d'avoir remanié la direction du ministère. Elle annonce alors la démission des deux autres ministres LIDEM et le passage du parti dans l'opposition à compter du 10 janvier 2013. Finalement, LIDEM reste dans l'alliance au pouvoir.